# Liste irakischer Jagdflieger im Ersten Golfkrieg
Die Liste irakischer Jagdflieger im Ersten Golfkrieg stellt die bekanntesten irakischen Jagdflieger im Ersten Golfkrieg dar. In der Spalte der abgeschossenen Kampfflugzeuge sind die bestätigten Abschüsse fett und die wahrscheinlichen Abschüsse kursiv geschrieben worden. 
| Jagdflieger         | Zahl der Abschüsse | abgeschossene Kampfflugzeuge | Piloten der abgeschossenen Kampfflugzeuge                                                            | Waffe            | Datum                                  | Flugzeugtyp        | Erklärungen |
| ------------------- | ------------------ | ---------------------------- | --- | ---------------- | -------------------------------------- | ------------------ | --- |
| Mohommed Rayyan     | 5                  | F-5 F-4D F-4E RF-4E          | ? Hosseyn Khalatbari(gefallen)/Issa Arousmahalle(hinausgeschleudert) ? Zolfaghari/Norouzi (gefallen) | R-13 R-40        | 23 Okt 80 21 Mär 85 5 Jun 85 10 Jun 86 | MiG-21MF MiG-25PD  | |
| S. A. Razak         | 4                  | F-5                          | Hassan Afshin Azar (gefallen) Ali Jahanshahloo (gefallen) ? (gefallen)                               | R-13M            | 23 Sep 80 20 Okt 80                    | MiG-21MF           | |
| Ahmad Sabbah        | 3                  | F-5                          | Gholam Hosseyn Orouji(?) Massihollah Dinmohammadi(?) ?                                               | AAM              | 23 Sep 80 26 Sep 80                    | MiG-23MLA          | |
| Ahmad Salem         | 3                  | AH-1J F-4E                   | ? ? (hinausgeschleudert, Schicksal unbekannt)                                                        | 23mm R.550 Magic | ? Okt 82 27 Mär 87                     | MiG-21MF Mirage F1 | |
| Omar Goben          | 3                  | F-5                          | ? Abolhassani (gefallen) ? (Das Flugzeug beschädigt)                                                 | R-13 R-13M R-23  | 12 Okt 80 26 Nov 80 ? Dez 82           | MiG-21MF MiG-23MF  | Goben schoss auch einen iranischen zivilen Fokker F-27-600 am 20. Februar 1986 ab. Alle 49 Personal und Passagieren wurden getötet. |
| Advan Hassan Yassin | 3                  | Hubschrauber                 | ? | ?                | ?                                      | Mi-25              | |
| Hassan              | 2                  | F-4E                         | ?(Das Flugzeug beschädigt) ?                                                                         | R-13M            | 23 Sep 80                              | MiG-21MF           | |
| S. Auda             | 2                  | CH-47C                       | ?(Piloten OK) ?                                                                                      | 23mm             | 26 Feb 84 27 Feb 84                    | MiG-21MF MiG-21bis | |
| Mansoor             | 1                  | Grumman F-14                 | ? | ?                | ? ? 1980                               | MiG-21             | |
| Ali Sabah           | 1                  | Grumman F-14                 | Gholamreza Nezamabadi(hinausgeschleudert)                                                            | Super 530D       | 19 Jul 88                              | Mirage F1          | |
| Riadh Y. Yousef     | 1                  | F-4E                         | Dinmohammadi(gefallen)/Nouri Bahadori(gefallen)                                                      | 30 mm            | 20 Okt 80                              | Su-20              | |
| Nasser Arkan Abadi  | 1                  | F-4D                         | Bijan Haji(gefallen)/Ghodrat Kianjoo(gefallen)                                                       | 23 mm            | 8 Okt 80                               | MiG-21MF           | |
| Tariq Al-Dinmaruf   | 1                  | F-5                          | Amir Asadi(?)                                                                                        | 23mm             | 30 Sep 80                              | Mig-21MF           | |
| Sadiq               | 1                  | F-4E                         | Eskandar(OK)/Rio(gefallen)                                                                           | R-13M            | 8 Sep 80                               | MiG-21MF           | |
| Zeki                | 1                  | F-4E                         | ? | R.550 Magic      | ? Dez 80                               | MiG-21bis          | |
| Nawfal              | 1                  | F-5                          | Abdolhassani(gefallen)                                                                               | R-60             | 26 Nov 80                              | MiG-21bis          | |
| Mukhalad            | 1                  | F-4E                         | ?(Das Flugzeug beschädigt)                                                                           | R.550 Magic      | 4 Dez 81                               | Mirage F1          | |
| Faiq                | 1                  | AH-1                         | (?)                                                                                                  | 23mm             | ? Okt 80                               | MiG-23MS           | |